# Русский крест

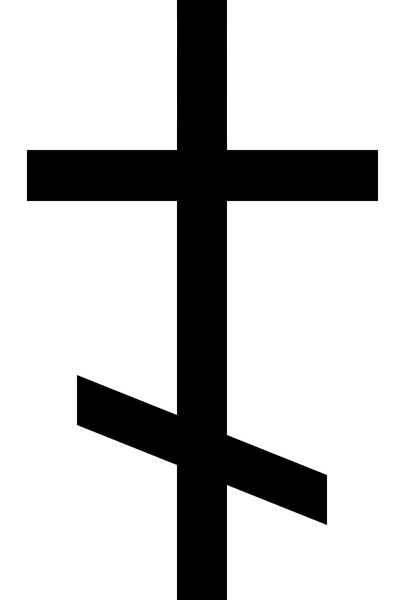

Русский крест (русский православный крест) — 6-конечный крест с наклонённой нижней перекладиной.
На Московском соборе 1654 года московский патриарх Никон добился постановления о замене 8-конечного русского православного креста на 6-конечный русский православный крест, что в сочетании с другими постановлениями вызвало раскол Русской церкви. В XIX веке русский православный крест располагался на гербе Херсонской губернии (Российская империя), где обозначался как «Русский крест». В то же время на гербе Оренбургской губернии этот крест обозначен как «греко-российский». В Русской православной церкви наклоненность нижней перекладины русского православного креста рассматривают в качестве перекладины весов, один конец которой поднят в связи с покаянием одного разбойника, распятого рядом с Иисусом Христом. Другой распятый рядом разбойник, который хулил Иисуса, обозначается концом нижней перекладины, наклоненным вниз.

## Галерея русских крестов

На гербе Оренбургской губернии (1856 г.)
На гербе Тифлисской губернии (1878, Российская империя)
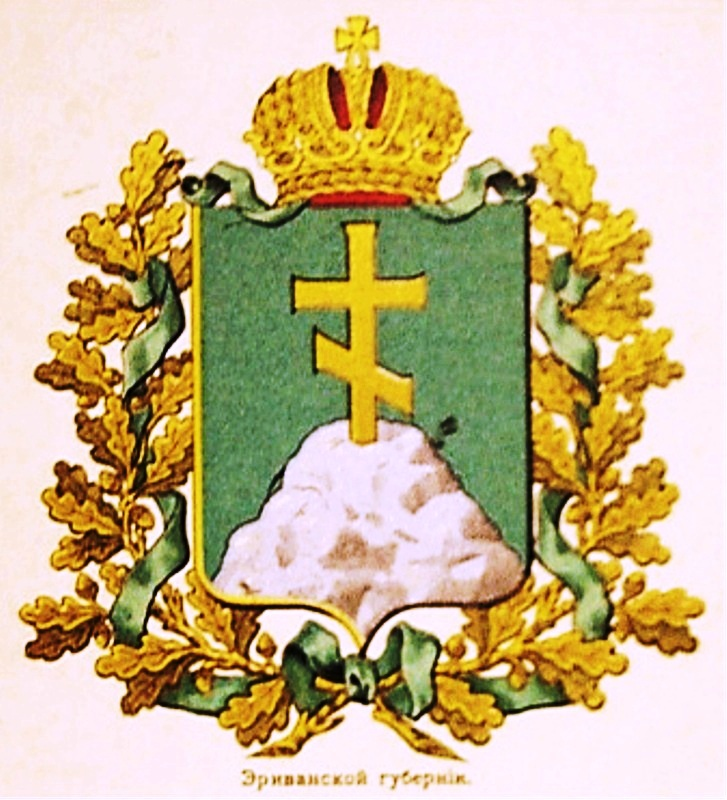
На гербе Эриванской губернии (1878, Российская империя)
На гербе Херсонской губернии (1878, Российская империя)
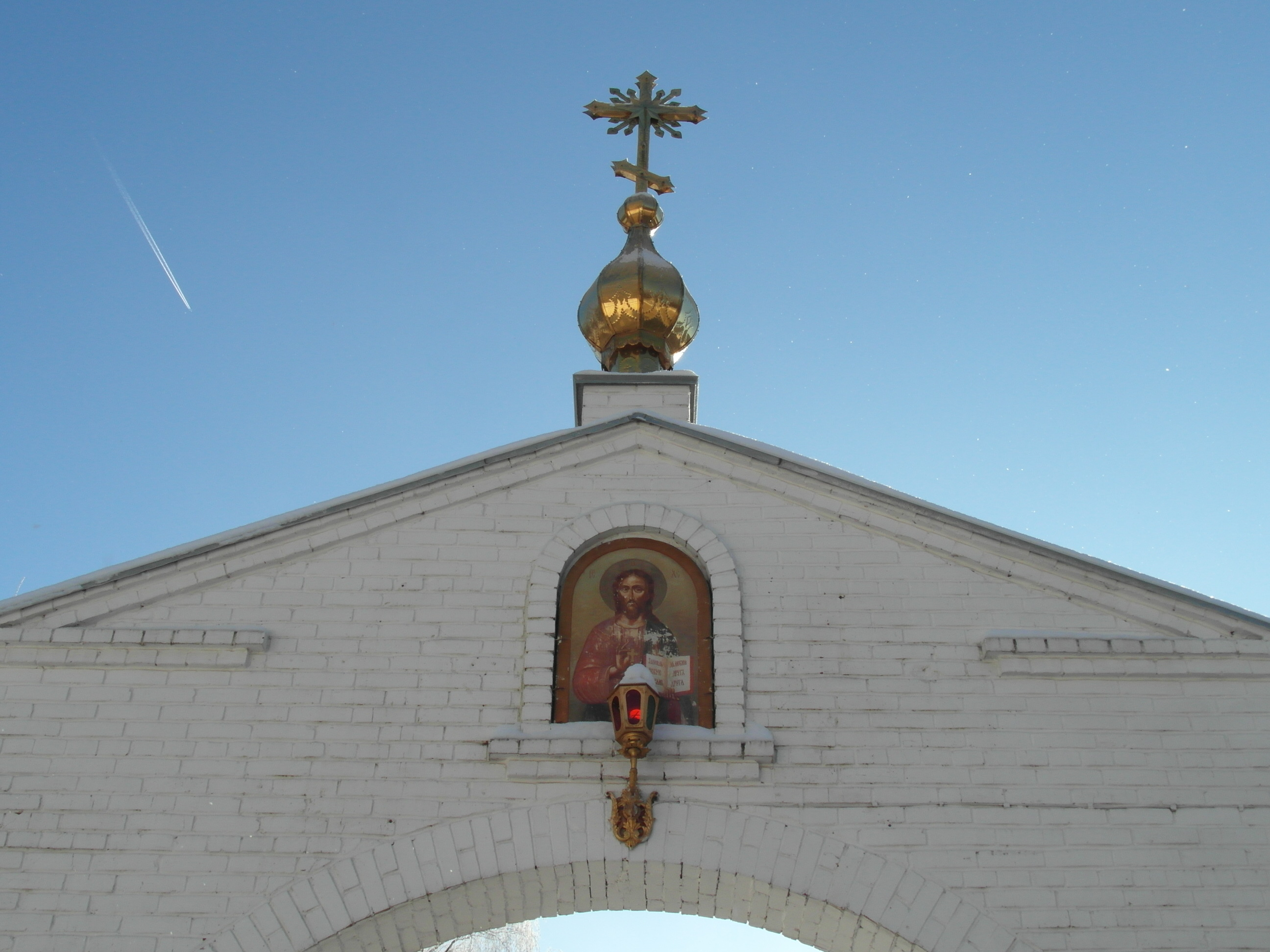
Успенский монастырь Новомосковск (2014)
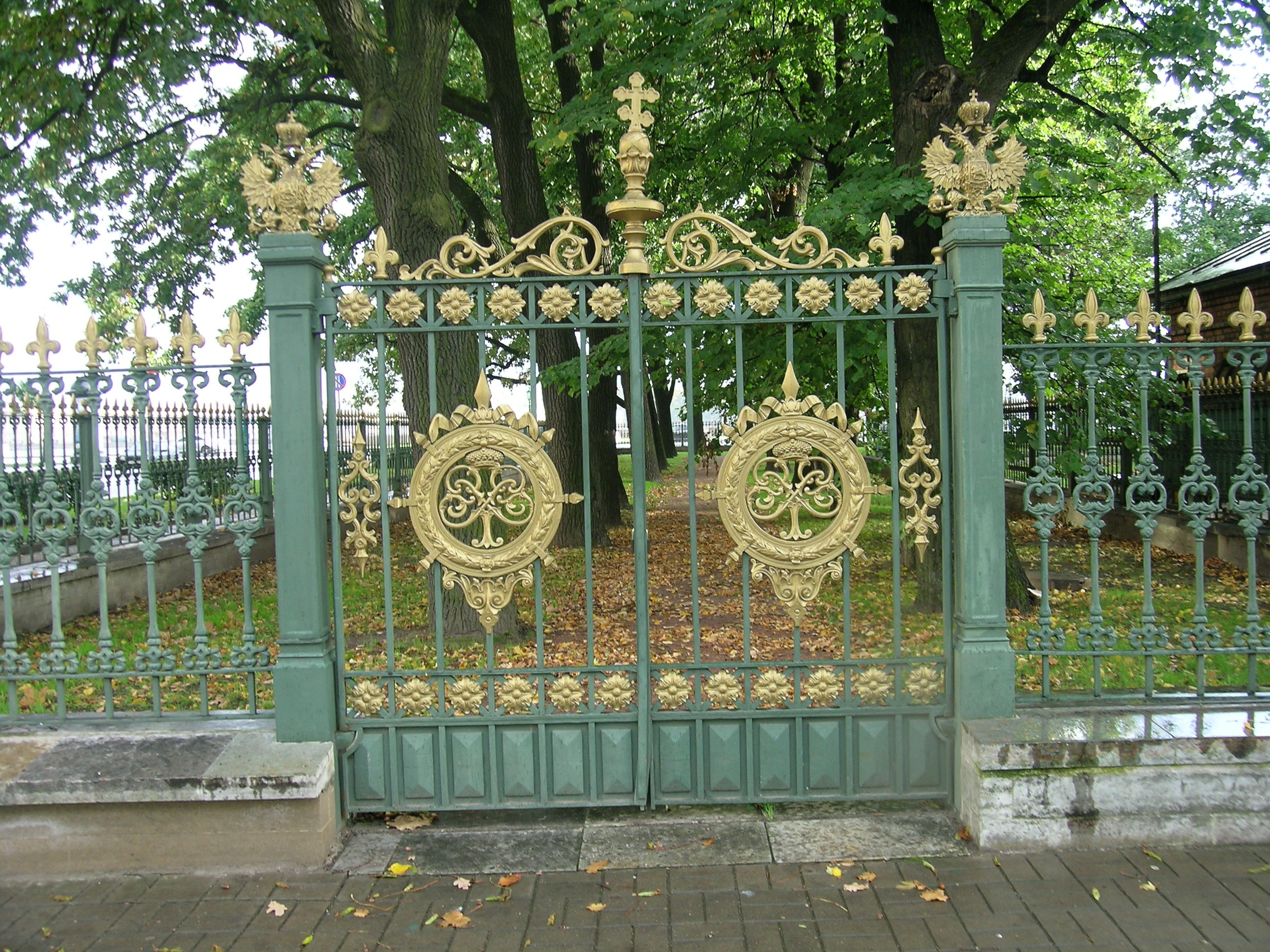
В Санкт-Петербурге (2010)